# Dekanat Graz-Ost
Das Dekanat Graz-Ost war ein Dekanat der römisch-katholischen Diözese Graz-Seckau.
Es umfasste neun Pfarren einschließlich jener vier Pfarren, die nach Auflösung des Dekanates Graz-Nord am 1. September 2012 diesem Dekanat zugeteilt wurden.

## Liste der Pfarren mit Kirchengebäuden, Kapellen, und Seelsorgestellen
- Pf. … Pfarre, Org. … Sonstige Organisation
- Sitz … Stadtbezirk, Stadtteil oder Umlandgemeinde, Ortschaft
- Ust. … Unterstellung; Vbd. … Pfarrverband (kleingesetzt)
- Seit: gen. … erstgenannt, err. … errichtet
- Patrozinium: Anb. … Anbetungstag, Kirchw. … Kirchweihtag

| Pf./Org.                                            | Sitz                     | Ust./Vbd.                                | Seit                                                       | Patrozinium                                                                                              | Kirchen, Seelsorgestellen | Bild |
| --------------------------------------------------- | ------------------------ | ---------------------------------------- | ---------------------------------------------------------- | --- | --- | ---- |
| Pfarre Graz-Heiligster Erlöser im Landeskrankenhaus | 03. Geidorf              |                                          | 1919 (err., Matriken 1785)                                 | Hlgst. Erlöser (Anb. 1. November, Kirchw. 20. Mai)                                                       | Pfarrkirche Graz-Heiligster Erlöser im Landeskrankenhaus Seelsorge: Zentrum für Klinikpersonal Graz |      |
| Stationskaplanei Graz-Mariagrün                     | 11. Mariatrost-Mariagrün | Graz-St. Leonhard                        | 1808 (Stationskaplanei, Benefizium 1756, Kirche gen. 1663) | Mariä Heimsuchung, 2. Juli (Anb. 21. Oktober)                                                            | Wallfahrtskirche Mariagrün |      |
| Pfarre Graz-Mariatrost                              | 11. Mariatrost           |                                          | 1786 (err., Pfarrkirche erb. 1719, Basilica minor 1999)    | Mariä Geburt, 8. September (Anb. Im Juni)                                                                | Pfarr- und Wallfahrtskirche Graz-Mariatrost Filialkirche: St. Josef „im Walde“ in Niederschöckl Messkapellen: Kapelle im kath. Bildungshaus Mariatrost, Gottscheer Gedächtniskapelle |      |
| Pfarre Graz-Kroisbach                               | 11. Mariatrost-Kroisbach | Graz-Kroisbach – St.Radegund am Schöckel | 1976 (Expositur 1954)                                      | Mariä Verkündigung, 25. März (Anb. Sonntag vor oder nach dem Cäcilientag)                                | Pfarrkirche Graz-Kroisbach Messkapelle: Hl. Johannes Nepomuk |      |
| Pfarre Graz-Ragnitz                                 | 10. Ries-Ragnitz         |                                          | 1989 (err., Expositur 1975)                                | Hl. Bruder Klaus von der Flüe, 25. September (Kirchw. 18. Oktober)                                       | Pfarrkirche Graz-Ragnitz Messkapelle: Hl. Erlöser im Pflegeheim der Barmherzigen Brüder in Kainbach |      |
| Pfarre Graz-St. Leonhard                            | 02. St. Leonhard         |                                          | 1495 (gen. als Vikariat, Pfarrk. gen. 1361)                | Hl. Leonhard, 6. November (Anb. 21. Oktober)                                                             | Pfarrkirche Graz-St. Leonhard Messkapellen: Kapelle am Friedhof St. Leonhard, Hl. Odilia im Odilien-Blindeninstitut, Unbefleckte Empfängnis im Haus der Barmherzigkeit, Hl. Josef im kath. Studentenhaus Leechgasse, Hl. Laurentius im Kapuzinerkloster, Hl. Kreuz im Altersheim der Kreuzschwestern, Hl. Erlöser im Kloster der Kongregation der Helferinnen, Unbefleckte Empfängnis im Haus der Vorauer Schwestern in Stifting, Christi Himmelfahrt im Vorauerhof, Unbefleckte Empfängnis im Luisenheim, Allerheiligstes Altarsakrament im Annaheim |      |
| Pfarre Kumberg                                      | Kumberg                  | Eggersdorf – Kumberg                     | 1777 (err., alte Pfarrk. gen. 1197)                        | Hl. Stefan, 3. August (Anb. Letzter Sonntag im Juni, Kirchw. Samstag vor dem dritten Sonntag im Oktober) | Pfarrkirche Kumberg Messkapellen: Hl. Drei Könige im Schlosse Kainberg, Hl. Maria in Pircha |      |
| Pfarre St. Radegund am Schöckel                     | Sankt Radegund bei Graz  | Graz-Kroisbach – St.Radegund am Schöckel | 1295 (gen.)                                                | Hl. Radegundis, 13. August (Anb. 20. Mai, Kirchw. Samstag vor dem dritten Sonntag im Oktober)            | Pfarrkirche St. Radegund am Schöckel Kirche: Gegeißelter Heiland am Kalvarienberg |      |
| Kuratbenefizium im Kloster der Ursulinen in Graz    | 02. St. Leonhard         | Graz-St. Leonhard                        | (Kirche erb. 1900)                                         | Hlgst. Dreifaltigkeit, Dreifaltigkeitssonntag                                                            | Hauskapelle zur Heiligsten Dreifaltigkeit im Ursulinenkonvent |      |
| Pfarre Graz-Andritz                                 | 12. Andritz              |                                          | 1961                                                       | Hl. Familie, Erster Sonntag nach Weihnacht (Kirchw. Sonntag vor oder nach dem 6. November)               | Pfarrkirche Graz-Andritz Kirche: St. Ulrich in Ulrichsbrunn |      |
| Pfarre Graz-Christus der Salvator (Salvatorpfarre)  | 03. Geidorf              | Salvatorianer, Salvatorkolleg (Betr.)    | 1982 (err., Expositur 1967)                                | Christus der Salvator, 25. Dezember (Anb. 8. Oktober, Kirchw. Sonntag vor oder nach dem 25. Juni)        | Pfarrkirche Graz-Christus der Salvator Kirchen: St. Josef bei den Karmelitinnen, Maria Schnee bei den Karmeliten Kapellen: Simeon und Hanna im Seniorenzentrum, Magnificat-Kapelle im Haus Carnerigasse 34 |      |
| Pfarre Graz-Graben (Grabenpfarre)                   | 03. Geidorf              |                                          | 1786 (err., Pfarrk. erb. 1652)                             | Hl. Johannes der Täufer, 24. Juni (Anb. 27. August, Kirchw. 27. August)                                  | Pfarrkirche Graz-Graben Kirche: Hl. Kreuz im Kloster der Kreuzschwestern Messkapellen: Mariahilf im Sanatorium der Kreuzschwestern Graz, Unbefleckte Empfängnis im Bischöflichen Seminar, „Kleine Kapelle“ im Bischöflichen Seminar Kapelle: im Kulturzentrum Geidorf |      |
| Pfarre Graz-St. Veit                                | 12. St. Veit             |                                          | 1226 (gen.)                                                | Hl. Vitus, 15. Juni (Anb. zweiter Sonntag im Oktober)                                                    | Pfarrkirche Graz-St. Veit Kirche: Maria Schutz in Kalkleiten |      |

Stand 9/2012